# Obereopsis endroedii
Obereopsis endroedii là một loài bọ cánh cứng trong họ Cerambycidae.